# Lundastenen 2

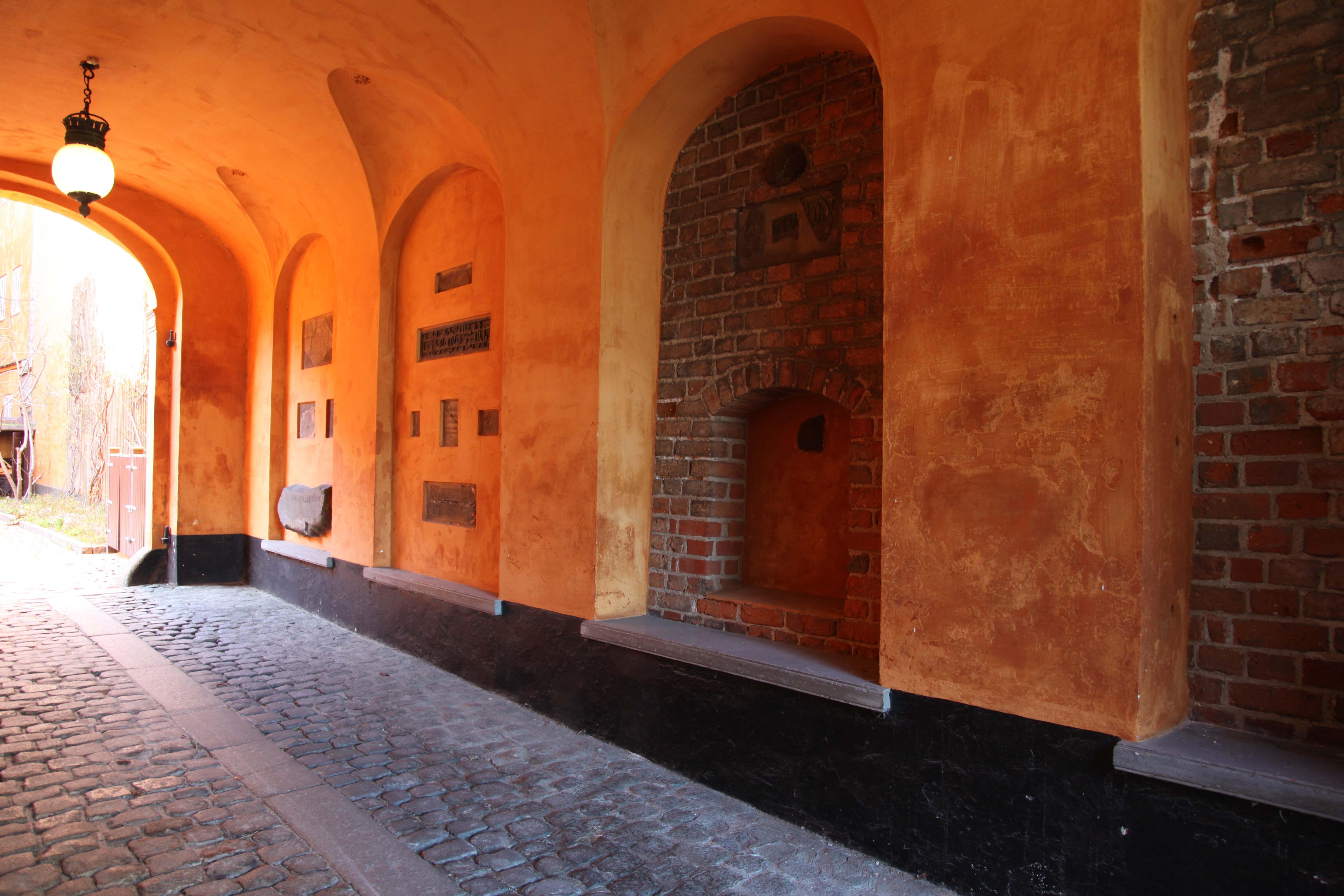
Runstenen skymtar i portvalvet till Museum Münterianum i Köpenhamn

Lundastenen 2 är en runsten som ursprungligen hittades i slutet av 1700-talet i en gärdesgård vid Stora Tvärgatan, nära Södergatan (kvarteret Repslagaren) i Lund. Biskop Wilhelm Faxe i Lund skänkte den 1829 till biskop Friederich Münter i Köpenhamn, där den murades in i porten till biskopsgården (Museum Münterianum). En kopia av stenen finns på Kulturen i Lund.

## Inskriften
En translitterering av inskriften lyder:
tuki : let : kirkiu : kirua : auk : ...
Transkribering till normaliserad fornöstnordiska:
Tóki lét kirkju gera ok ...
Översättning till modern svenska:
Toke lät göra kyrka och ...